# Гнатів Тамара Франківна
Гна́тів Тама́ра Фра́нківна (23 травня 1935, Львів — 22 травня 2025) — український музикознавець, педагог, кандидат мистецтвознавства, член НСКУ. Автор першого в незалежній Україні україномовного підручника з історії західноєвропейської музики та першого курсу лекцій про історію західноєвропейської музики XX століття у Київській консерваторії.

## Біографічні відомості
У 1953 році закінчила Львівську середню спеціальну музичну школу-десятирічку (клас фортепіано К. Донченка), у 1958 році — Львівську державну консерваторію ім. М. В. Лисенка за спеціальностями історія музики (клас професора А. М. Котляревського) та теорія музики (клас професора С. П. Людкевича). У 1970 році закінчила аспірантуру при Київській державній консерваторії. Захистила кандидатську дисертацію «В. Фемеліді і становлення української радянської опери та балету в 20-х роках XX століття» (науковий керівник — Єфремова Л. П.).
Викладала у Львівському педагогічному училищі (1957—1961), музичному училищі (1961—1966) та консерваторії міста Львова (1975—1976). Від вересня 1970 р. — старший викладач кафедри історії зарубіжної музики Київської державної консерваторії (з 1973 року — доцент, з 1993 року — професор). Упродовж 1979—1990 років — декан факультету підвищення кваліфікації при Київській консерваторії. З 2008 року — доктор філософії мистецтва.
Померла 22 травня 2025 року у віці 89 років.

## Наукова, педагогічна та громадська діяльність

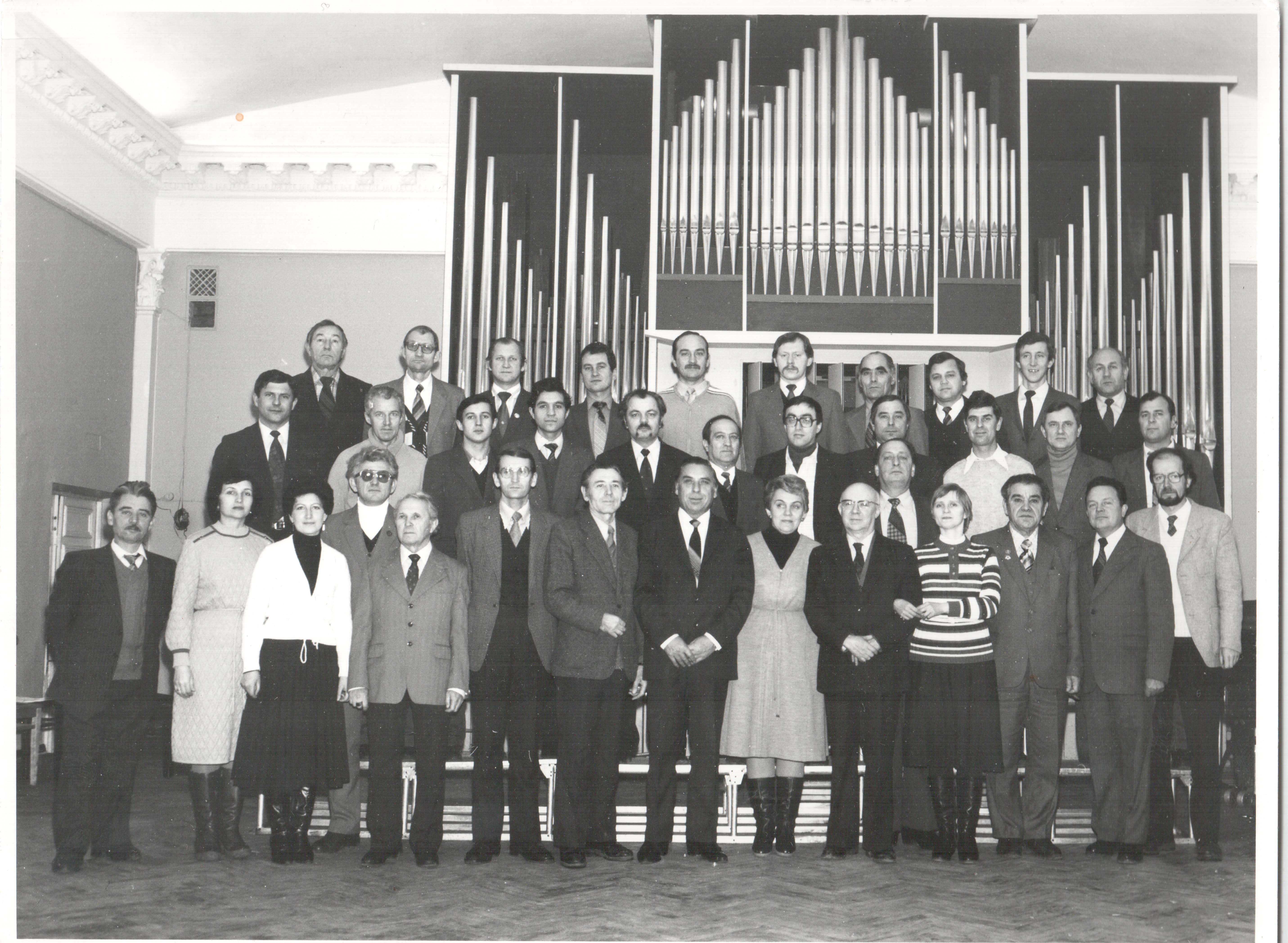
Факультет підвищення кваліфікації Київської консерваторії, з групою духовиків, 1984.

Наукові інтереси Т. Ф. Гнатів охоплюють широке коло проблем — від класичної зарубіжної та української музики — до сучасної. Головним принципом у її науковій діяльності є пріоритет нового: малорозроблені історичні, стильові та жанрові явища, забуті творчі постаті, невідомі музичні твори. За участю Т. Ф. Гнатів вперше у вітчизняному музикознавстві здійснено видання музичного путівника «Камерна музика О. Мессіана», а також аналогічного видання «Духовні концерти А. Веделя». Т. Ф. Гнатів — постійна учасниця вітчизняних і міжнародних конференцій, фестивалів, автор монографій, численних статей у національних та зарубіжних наукових, енциклопедичних, періодичних виданнях, передмов до нотних та аудіо видань.
Т. Ф. Гнатів розробила курс історії зарубіжної музики XX століття (як спецкурс для історико-теоретичного та композиторського факультетів, так і курс для виконавських спеціальностей). Т. Ф. Гнатів — автор першого в Україні підручника рідною мовою для вищих та середніх музичних навчальних закладів «Французька музична культура рубежу XIX—XX століть» (1993).
У НМАУ ім. П. І. Чайковського Т. Ф. Гнатів читає спецкурс з історії зарубіжної музики XX століття, керує дипломними, магістерськими роботами та дисертаційними дослідженнями. (Під її керівництвом було захищено більше 50-ти дипломних та магістерських робіт, 15 кандидатських дисертацій).
З 1987 року Т. Ф. Гнатів — член Національної спілки композиторів України. Виступала з публічними лекціями, в радіо- і телепередачах. Упродовж 11 років була деканом факультету підвищення кваліфікації Київської консерваторії.
Серед учнів (спеціалісти та магістри): А. Лобанов, О. Гордійчук, М. Коваль, Н. Голинська, О. Юдіна-Савицька, Н. Цигановська, А. Калениченко, В. Павленко, О. Ринденко, А. Різаєва, Ю. Бентя, Н. Авраменко, Д. Полячок.
Кандидатські дисертації, написані під керівництвом Т. Ф. Гнатів (автори): В. Павленко, Л. Пінкош, Т. Невінчана, Т. Рощина, М. Петриченко, В. Клименко, П. Шиманський, Л. Івченко, І. Татарінцева, Т. Мазепа, О. Корчова, Р. Станкович-Спольська, О. Петрова, О. Казарінова, О. Григоренко.

## Відзнаки і нагороди

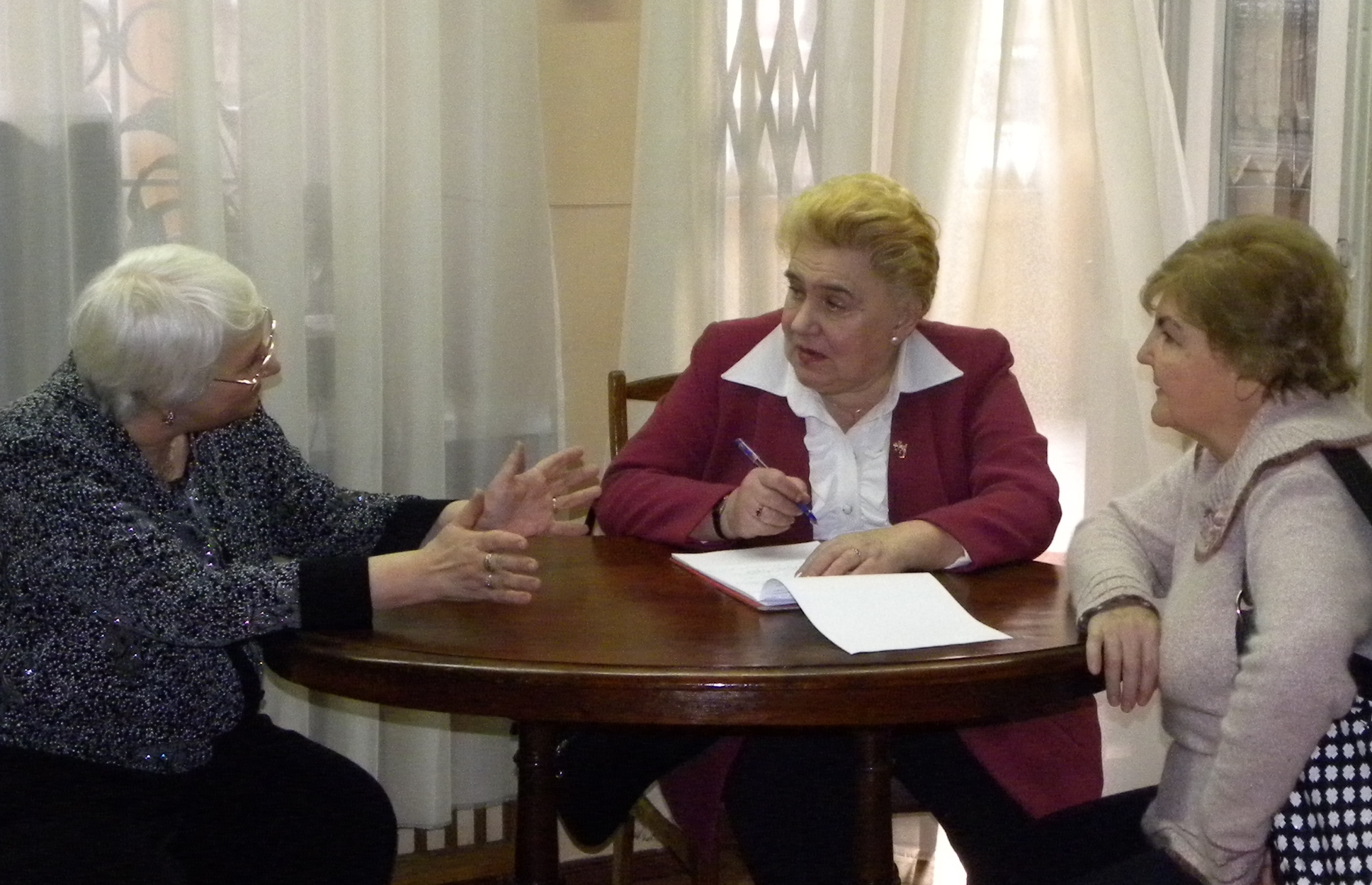
(Зліва направо) директор будинку-музею М. Лисенка Р. М. Скорульська, лауреат Премії ім. М. В. Лисенка Т. Ф. Гнатів, завідувачка кафедри історії зарубіжної музики НМАУ ім. П. І. Чайковського М. Р. Черкашина-Губаренко після церемонії вручення Премії ім. М. В. Лисенка 22 березня 2011 року

- Заслужений діяч мистецтв України (2008)
- Лауреат Премії ім. М. В. Лисенка (2011)

## Публікації

### Монографії
1. Володимир Фемеліді. — К.: Музична Україна, 1974.
2. Музична культура Франції рубежу XIX—XX століть / Навчальний посібник для музичних вузів. — К.: Музична Україна, 1993.

### Наукові статті
1. Мирослав Скорик // Українське музикознавство. Вип. 3 / Щорічна зб. наук. праць. — К., 1968.
2. Проблема опери в українській журнальній періодиці 20-х рр. // Українське музикознавство. Вип. 5 / Щорічна зб. наук. праць. — К., 1969.
3. Співець буремних років / До творчого портрета Володимира Фемеліді // Музика, 1970. — № 4.
4. Революційні пісні в творчості В. Фемеліді // Народна творчість та етнографія, 1971. — № 2.
5. Беклемишев Г. Н. // Музыкальная энциклопедия. Т. 1. М.: Советская энциклопедия, 1973.
6. Зрілість / До 60-річчя Київської консерваторії // Україна: Наука і культура. — К.: Вид. АН УССР, т-ва «Знання», 1973.
7. Моріс Равель / Післямова // Ролан-Манюель. Моріс Равель. — К.: Музична Україна, 1975.
8. Революційна пісня в творчості А. Онеггера // Матеріали Республіканської науково-методичної наради аспірантів вузів культури і мистецтва. — Одеса, 1978.
9. Геннадій Ляшенко / Буклет. — К.: Музична Україна, 1984.
10. Провідна тема — сучасність / Інтерв'ю з Г. Ляшенком // Музика, 1987. — № 6.
11. Становлення українського радянського музичного театру і творчість В. Фемеліді // Актуальні проблеми радянської музичної культури. Наук. зб. — К., 1987.
12. Верфель Ф. Верді / Коментарі та словник музичних термінів. — К.: Дніпро, 1988.
13. Становление украинского музыкального театра и личность В. Фемелиди // Материалы научной конференции к 100-летию И. Соллертинского. — Новосибирск, 1989.
14. «Наймичка» М. Веріківського на оперній сцені і в кіно // Український театр, 1989.
15. Український солоспів в його історичному розвитку // Наукова збірка Краківської академії музики. — Краків, 1995.
16. Матіас Стабінгер. Шість секстетів // Українсько-німецька наукова збірка. — К., 1996.
17. Дні музики у Кракові // Музика, 1997. — № 5.
18. Фестиваль у Кракові // Арт-Лайн, 1997. — № 9.
19. Ріхард Штраус і Клод Дебюссі (Єдність і боротьба протилежностей) // Науковий вісник НМАУ ім. П. І. Чайковського. — К., 1997.
20. Спогади про Д. Шостаковича // Д. Шостакович і Україна (до 90-річчя Д. Шостаковича) / Науковий вісник НМАУ ім. П. І. Чайковського. — К., 1997.
21. Ф. Пуленк. Stabat mater (Своєрідність прочитання композитором середньовічної секвенції) // Музика і біблія / Науковий вісник НМАУ ім. П. І. Чайковського. Вип. 4. — К., 1999.
22. Солоспіви Д. Січинського в контексті західноєвропейської камерно-вокальної музики рубежу XIX—XX ст. // Musica Galiciana. — Ряшів, 1999 (Польща).
23. Горовець М. «Агнес Сорель» (З колекції замку в Ланьцюті) // Musica Galiciana. — Ряшів, 2000 (Польща).
24. Т. Падурра — українсько-польський бард XIX ст. // Науковий вісник НМАУ ім. П. І. Чайковського. — К., 2001.
25. Т. Падурра — українсько-польський бард XIX ст. // Збірка матеріалів міжнародної конференції. — Краків, 2001.
26. Володимир Фемеліді // Німецька музична енциклопедія. — Мюнхен, 2002.
27. Гастрольна Одіссея Львівського державного академічного театру опери та балету ім. С. Крушельницької // Musica Galiciana. T. YII — Rzezzow, 2003.
28. Традиції Г. Берліоза у французькій музиці рубежу XIX—XX ст. // К., 2003.
29. Опера Б. Бартока «Замок Герцога Синя Борода» на перехресті культур // К., 2003.
30. Володимир Фемеліді — випускник Одеської консерваторії //Трансформація музичної освіти і культури в Україні: Матеріали науково-творчої конференції до 90-річчя Одеської консерваторії. — Одеса, 2004.
31. Композитор-реформатор // Музика. — 2005. — № 3. — С. 24-25. (До сторіччя Фемеліді).
32. Історія одного листа // Науковий вісник НМАУ ім. П. І. Чайковського. Вип.66. Шостакович та XX сторіччя: До 100-річчя від дня народження: Збірка статей — Київ, 2007.
33. Слово про театр// Музична україністика: сучасний вимір. Вип.2: Збірка наукових статей на пошану доктора мистецтвознавства, професора, члена-кореспондента Академії мистецтв України Алли Терещенко. — Київ — Івано-Франківськ: Видавець Третяк І. Я., 2008.
34. «Цвінгбург» Ернста Кренека і деякі тенденції музичного театру перших десятиліть XX століття// Науковий вісник НМАУ ім. П. І. Чайковського. — Київ, 2010. — Вип.89: Современный оперный театр и проблемы опероведения. Марине Романовне Черкашиной-Губаренко посвящается. Сборник статей.
35. Фридерик Шопен і Клод Дебюссі: парадигма духовного зв'язку// Часопис Національної музичної академії України ім. П. І. Чайковського: Науковий журнал. — Київ, 2010. — № 4 (9).

### Матеріали до нотних та аудіо-видань
1. Л. Яначек. «Симфонієтта» / Передмова. — К.: Музична Україна, 1978.
2. М. Равель. «Вальс» і «Болеро» / Передмова. — К.: Музична Україна, 1980.
3. Роберт Шуман і його фортепіанна творчість / Передмова. — К.: Музична Україна, 1981.
4. Фортепіанна творчість Миколи Колесси / Передмова. — К.: Музична Україна, 1984.
5. Виолончельные сонаты А. Вивальди / Аннотация к пластинке. — Фирма «Мелодия», 1985.
6. Артем Ведель. Духовні концерти / Путівник. — Республіканський Будинок органної та камерної музики. — К., 1987.
7. «Ювілейна симфонія» В. Фемеліді. Партитура / Передмова. — К.: Музична Україна, 1988.
8. Фортепіанна творчість Л. Ревуцького / Передмова. — К.: Музична Україна, 1988.
9. О. Мессіан. Камерна музика / Путівник. — Республіканський Будинок органної та камерної музики. — К., 1988.

### Науково-методичні видання
1. Програма із зарубіжної музичної літератури для музичних училищ України. — Навчально-методичний кабінет Міністерства культури України. — К., 1981.
2. Історія зарубіжної музики (з 90-х років XIX століття і до наших днів): Робоча програма для студентів спеціальності 6.020205 — «Музичне мистецтво», спеціалізації музикознавство. — НМАУ ім. П. І. Чайковського. — К., 2005. (Разом з В. Б. Жарковою).